# Vadim Piankov
Pour les articles homonymes, voir Vadim.
Vadim Piankov est un acteur, auteur-compositeur et interprète russe né le 20 janvier 1963 à Krasnodar (Russie).
Vadim Piankov a découvert la langue française grâce aux chansons de Jacques Brel dont la passion l'avait impressionné. Il a commencé à s'attaquer au répertoire de Brel avant même de comprendre les chansons et a fini par s'installer en Belgique.
Outre des compositions personnelles, il chante Brel et Barbara dans des cabarets belges et français. Ses textes sont en français et en russe et on retrouve à son répertoire des poètes français, tels que Musset, Aragon, Apollinaire ou Verlaine, et russes, Pasternak, Pouchkine, ainsi que ses frères russes Vladimir Vyssotski et Boulat Okoudjava.

## Discographie
- Brel... Autrement (1995)
- Vadim Piankov en concert (1996)
- Vadim Piankov chante Jacques Brel (1998)
- Ange (1999)
- Brel... Barbara (2001)
- L'inconnue (2005)
- "Escales" (2012)
- "Moscou-BXL-Paris" (2014)